# Just Between You and Me (álbum de Porter Wagoner y Dolly Parton)
Just Between You and Me es un álbum de estudio que publicaron Porter Wagoner y Dolly Parton, el primero del dueto, a finales de 1967. El primer sencillo del álbum fue un cover de la canción "The Last Thing on My Mind" de Tom Paxton, y llegó a los primeros puestos de las listas country.

## Lista de canciones
1. "Because One of Us was Wrong"
2. "The Last Thing on My Mind"
3. "Love is Worth Living"
4. "Just Between You and Me"
5. "Mommie, Ain't That Daddy"
6. "Four O Thirty Three"
7. "Sorrow's Tearing Down the House (That Happiness Once Built)"
8. "This Time has Gotta be Our Last Time"
9. "Before I Met You"
10. "Home is Where the Hurt is
11. "Two Sides to Every Story"
12. "Put it Off Until Tomorrow"